# Вікторія Федорівна
Вікторія Меліта Саксен-Кобург-Готська (англ. Victoria Melita of Saxe-Coburg and Gotha), у другому шлюбі — Вікторія Федорівна, 25 листопада 1876, Аттард — 2 березня 1936, Аморбах) — дочка Альфреда, герцога Саксен-Кобург-Готського і Единбурзького, і великої княжни Марії Олександрівни; по батькові — внучка королеви Вікторії, по матері — імператора Олександра II.
Дитячі роки Вікторії Меліти пройшли у Великій Британії і на острові Мальта, де її батько служив у королівському військово-морському флоті. У 1889 принцеса разом з сім'єю переїхала у Кобург, і в 1893 році її батько став правлячим герцогом Саксен-Кобург-Готи. В юності Вікторія Меліта закохалася в кузена з боку матері великого князя Кирила Володимировича, проте шлюб між ними був неможливий, оскільки православ'я не схвалювало близькоспоріднені зв'язки.
Під тиском родичів, зокрема бабусі королеви Вікторії, в 1894 році принцеса стала дружиною гессенського кузена герцога Ернста Людвіга. Шлюб, в якому народилося двоє дітей, одна з яких народилася мертвою або померла в дитинстві, не був щасливим. Вікторія Меліта жадала розлучення, проте королева Вікторія, яка любила доньку принцеси Єлизавети, не дозволяла подружжю розлучитися. Коли в 1901 році королева померла, Вікторія Меліта змогла домогтися розірвання шлюбу. Через два роки після цього померла від тифу її єдина дочка.
Після розлучення Вікторія Меліта оселилася в Кобурзі в будинку матері-вдови. 1905 року принцеса одружилася з великим князем Кирилом Володимировичем. Шлюб був укладений з порушенням як англійських, так і російських законів: не було отримано формальний дозвіл короля Едуарда VII, як це передбачалось законом про королівські шлюби від 1772 року, і було проігноровано заборону імператора Миколи II на цей шлюб. За наказом імператора Кирило Володимирович був позбавлений усіх посад і привілеїв члена імператорської родини, крім того подружжю було заборонено проживати в Російській імперії. Переїхати на батьківщину Кирила Володимировича Вікторії Меліті вдалося тільки в 1909 році, коли у них народилися дві дочки, Марія та Кіра, і вони проживали в Парижі. За три дні до народження старшої дочки Вікторія Меліта прийняла православ'я під ім'ям «Вікторія Федорівна». Незабаром після народження Марії імператор Микола II визнав шлюб її батьків, дозволив Вікторії Федорівні прийняти титул «великої княгині» і повернув Кирилу Володимировичу всі привілеї. З 1910 року подружжя проживало в Російській імперії.
Під час Першої світової війни Вікторія Федорівна, як і інші представниці імператорської роду, активно займалася благодійною діяльністю. Після лютневої революції влітку 1917 року Вікторія Федорівна разом з чоловіком та доньками поїхала до Фінляндії, де народилася її остання дитина — син Володимир. У 1920-х роках подружжя багато подорожували по Європі, де зустрічалися з іншими вигнаними членами сім'ї. 1924 року на правах старшого представника династії Кирило Володимирович прийняв титул імператора, а Вікторія Федорівна — імператриці, хоча ці дії оскаржуються іншими представниками династії. 1936 року Вікторія Федорівна вирушила в Аморбах, щоб відвідати старшу дочку. Тут вона перенесла інсульт і померла від запалення легенів 2 березня. Вікторія Федорівна була похована 10 березня 1936 року в родинній усипальні герцогів Саксен-Кобург-Готських в Кобурзі; 7 березня 1995 року прах великої княгині був перепохований в Великокнязівської усипальниці в Санкт-Петербурзі.

## Походження та ранні роки

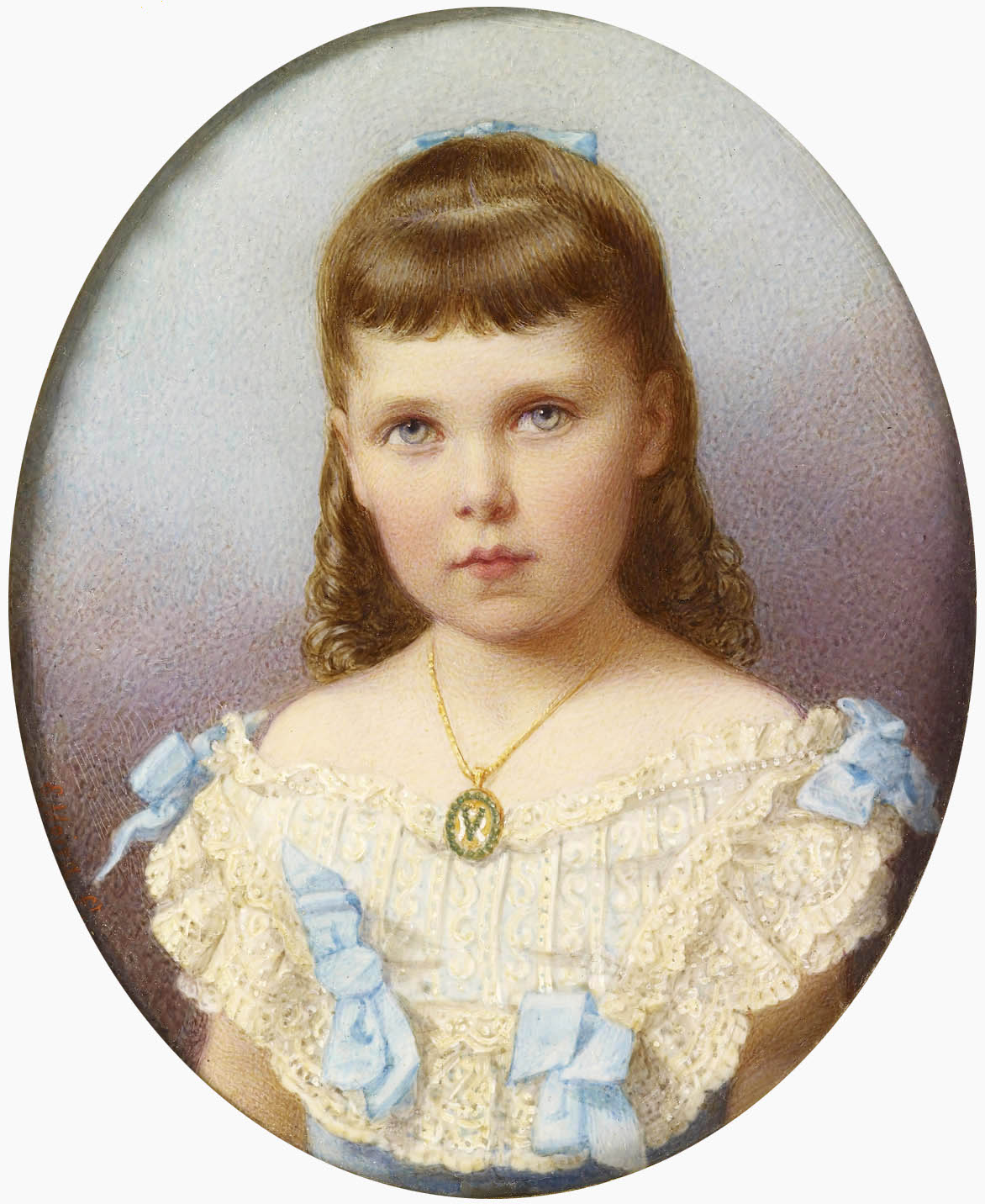
Портрет Вікторії Меліти, написаний Едуардо де Мойра в 1881 році

Вікторія Меліта народилася 25 листопада 1876 року в палаці Сан-Антон на Мальті і стала другою дочкою і третьою дитиною з шести дітей Альфреда, герцога Единбурзького, і його дружини великої княжни Марії Олександрівни. По батькові дівчинка була онукою королеви Вікторії і Альберта Саксен-Кобург-Готського, по матері — російського імператора Олександра II і Марії Гессен-Дармштадтської. На момент народження принцеса займала десяте місце в лінії престолонаслідування; також, будучи онукою британського монарха по чоловічій лінії вона отримала право на титулування Її Королівська високість. Принцеса була хрещена 1 січня 1877 року в палаці Сан-Антон капеланом королівського флоту; серед восприємників дівчинки була і її бабуся королева Вікторія, яку представляв інший член сім'ї. Свої імена принцеса отримала на честь бабусі і острова, на якому народилася, однак у сім'ї вона була відома під прізвиськом Дакі (від англ. Ducky — «голубонько, сонечко, серденько»).

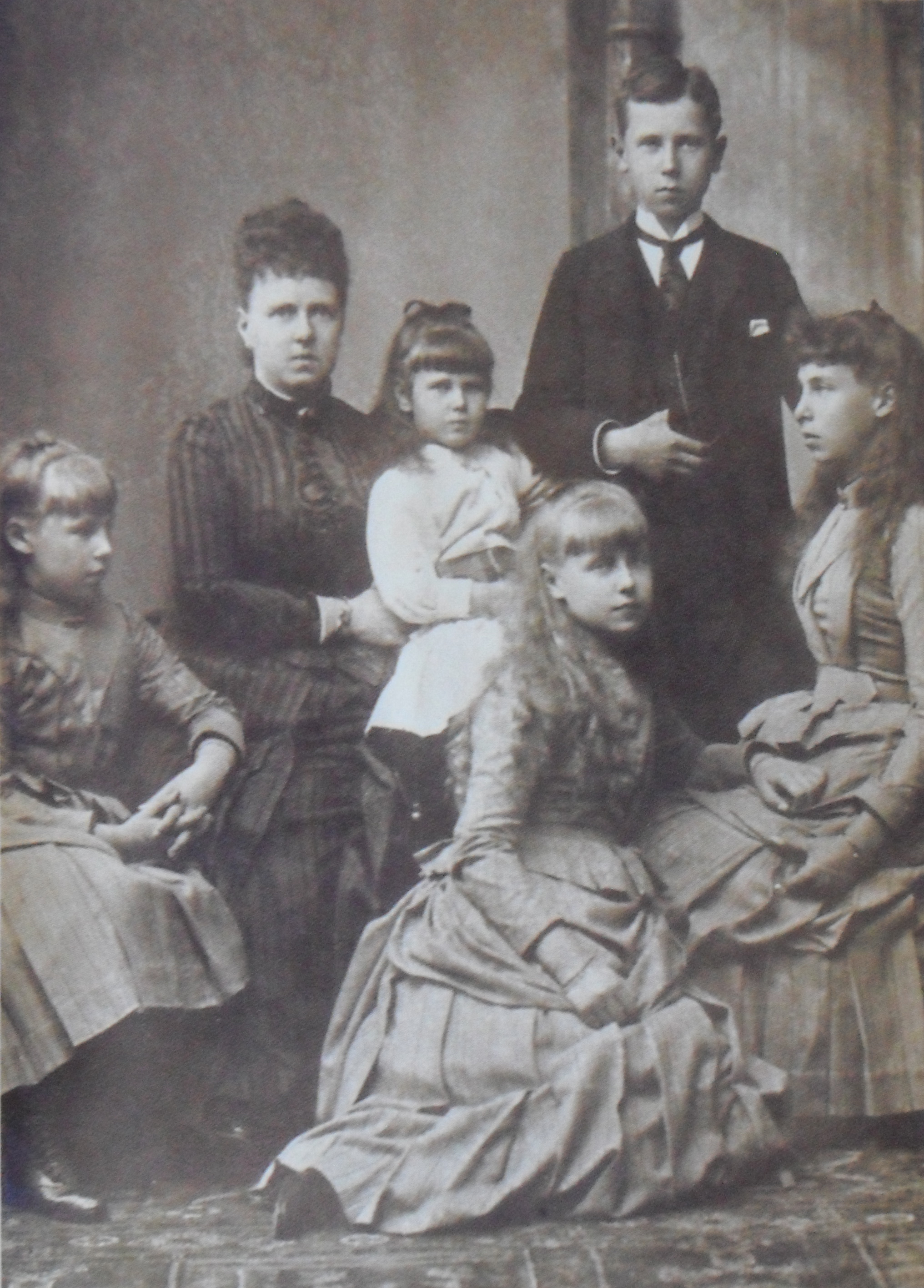
Герцогиня Единбурзька з дітьми.
Вікторія Меліта крайня праворуч

На момент народження Вікторії Меліти її батько служив у королівському військово-морському флоті на Мальті, однак незабаром сім'я повернулася до Англії. Більша частина дитинства принцеси пройшла в заміському маєтку батька Іствелл-парк в Кенті і лондонській резиденції Кларенс-гаус. Іствелл-парк являв собою великий маєток розміром у 2,5 тисячі акрів з лісом і парком поблизу Ашфорда, де любили проводити час діти герцогського подружжя. У січні 1886 року, коли принцесі вже виповнилося дев'ять років, Альфред був призначений головнокомандуючим середземноморської військово-морської ескадри, що базувалася на Мальті, і наступні три роки сім'я провела в палаці Сан-Антон, в якому народилася Вікторія Меліта.
Шлюб батьків Вікторії Меліти не був щасливим: Альфред був неговірким, зраджував дружині, був схильний до алкоголізму і емоційно відірваний від своєї сім'ї, а Марію Олександрівну, яка мала незалежний характер і нетипову для королівської родини освіту, вважали занадто пихатий при дворі зокрема і в лондонському суспільстві в цілому. Хоча герцогиня була несентиментальною і суворою, вона була відданою матір'ю і найважливішою людиною в житті своїх дітей. Все це вплинуло на характер Вікторії Меліти: вона була сором'язливою, серйозною і чутливою. Як пізніше зазначала її сестра Марія, Вікторія Меліта була «пристрасною дитиною, якої часто не розуміли». Принцеса, як і її сестри, отримала типово британську освіту: мала схильність до мистецтва, добре малювала і навчалася грі на піаніно. Протягом усього життя Вікторія Меліта була найближча зі старшою сестрою Марією, попри те, що вони були абсолютно різними як зовні, так і за характером: Вікторія Меліта була темноволосою і похмурою, в той час як Марія була блондинкою з легкою вдачею; крім того, Вікторія Меліта, яка була молодша сестри на рік, що було вище і виглядала старше Марії.

## Юність в Кобурзі

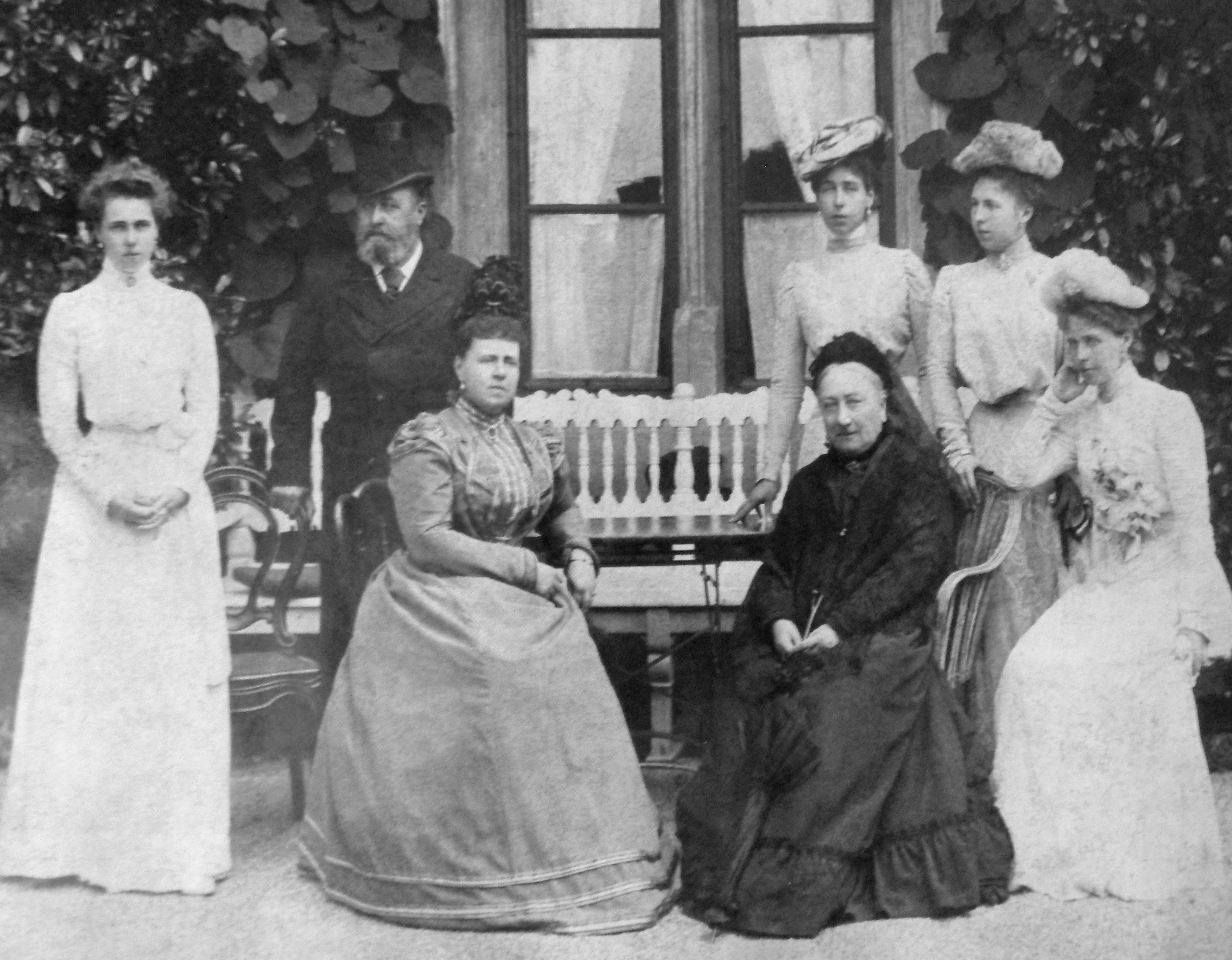
Герцог Саксен-Кобург-Готський з дружиною, дочками і вдовуючою герцогинею Саксен-Кобург-Готською в замку Розенау, 1893/1894 рік.
Зліва направо: принцеса Беатріс, герцог Альфред, герцогиня Марія Олександрівна, вдовуюча герцогиня Александріна, принцеса Вікторія Меліта, принцеса Олександра і принцеса Марія

Батько Вікторії Меліти, принц Альфред, по чоловічій лінії був онуком Ернста I Саксен-Кобург-Готського і мав права на його герцогство. Дядько Альфреда, Ернст II, герцог Саксен-Кобург-Готський, був бездітний, таким чином всі права на герцогство переходили до дітей його покійного молодшого брата принца Альберта і королеви Вікторії. Старший син Альберта, Едуард, принц Уельський, відмовився від прав на герцогство щоб уникнути створення особистої унії Саксен-Кобург-Готи і Великої Британії, коли він успадкує британський трон. Таким чином, батько Вікторії Меліти став ймовірним спадкоємцем дядька. 1889 року на запрошення Ернста II Альфред перевіз сім'ю у Кобург. По прибутті у Кобург герцогиня Марія стала намагатися «германізувати» дочок: вона найняла для них нову гувернантку, оновила гардероб, а також змусила їх пройти обряд конфірмації в лютеранській церкві, хоча раніше діти сповідували англіканство. Дітям нововведення матір'ю, не подобалися і вони відкрито бунтували; в кінцевому підсумку, для них були зроблені деякі послаблення.
Юна Вікторія Меліта, за спостереженнями одного з сучасників, була високою, темноволосою дівчиною з фіалковими очима… володіла упевненістю імператриці і духом дівчинки-шибениці". Як відзначають біографи принцеси, у неї «було занадто маленьке підборіддя, щоб називати її хоча б умовно гарною», але вона володіла «гарною фігурою і очима насиченого блакитного кольору». 1891 року Вікторія Меліта супроводжувала матір в Санкт-Петербург, де проходили похорони великої княгині Олександри Георгіївни — дружини Павла Олександровича, брата Марії Олександрівни. У Санкт-Петербурзі Вікторія Меліта познайомилася з великим князем Кирилом Володимировичем, який доводився їй двоюрідним братом по матері. Хоча між великим князем і принцесою виникла глибока прихильність, мати Вікторії Меліти була проти їх можливого союзу, оскільки Російська православна церква і громадянське право Російської імперії забороняла близькоспоріднені шлюби. Крім того, Марія Олександрівна, яка знала про те, що багато членів дому Романових заводять коханок, не бажала дочці долі нещасної дружини.
Незабаром після того, як у 1893 році її старша сестра Марія стала дружиною кронпринца Фердинанда Румунської, Вікторії Меліті стали підшукувати відповідного нареченого. Восени 1891 року принцеса відвідала бабусю королеву Вікторію в замку Балморал; її візит збігся з візитом до королеви її старшого гессенського онука і спадкоємця герцогського титулу принца Ернста Людвіга, в родині відомого під зменшувально-пестливим прізвиськом Ерні. У Ернста Людвіга та Вікторії Меліти було багато спільного: обидва вони були художньо обдарованими, веселими і відданими, добре ладнали між собою і навіть народилися в один день з різницею у вісім років. Спостерігаючи за онуками, королева Вікторія ухвалила рішення одружити їх.

## Перший шлюб

### Велика герцогиня Гессенська

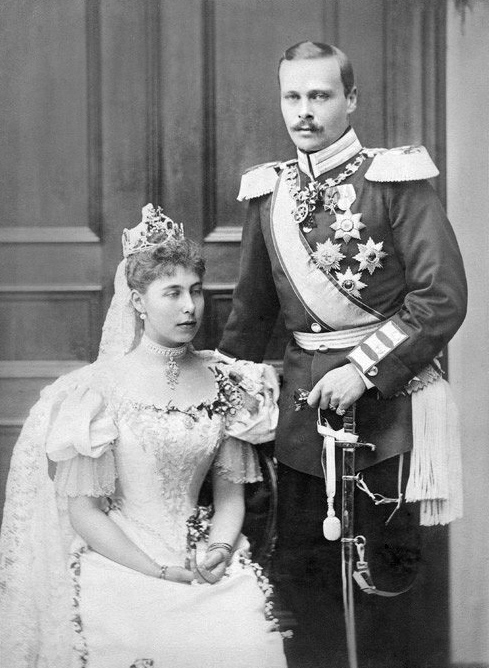
Ернст Людвіг і Вікторія Меліта в день весілля

Під тиском родичів Вікторія Меліта вийшла стала дружиною кузена Ернста Людвіга, який до того моменту успадкував герцогство батька, 19 квітня 1894 року в замку Еренбург у Кобурзі. На пишному весіллі були присутні представники майже всіх королівських родин Європи, включаючи королеву Вікторію, принца Уельського, вдову-германську імператрицю Вікторію та її сина кайзера Вільгельма II. З дня укладення шлюбу Вікторія Меліта стала іменуватися великою герцогинею Гессенською. За день до весілля Вікторії Меліти і Ернста Людвіга було оголошено про заручини молодшої сестри Ерні Аліси з спадкоємцем російського імператора Олександра III — цесаревичем Миколою.
Трохи менше, ніж через рік після весілля, 11 березня 1895 року, на світ з'явився первісток Вікторії Меліти і Ернста Людвіга — дочка Єлизавета. Поява в родині Єлизавети показало, що Ернст Людвіг не відчуває до дружини практично ніяких почуттів: він приділяв майже всю свою увагу чарівній доньці, відсуваючи дружину на другий план. Не вдалося Вікторії Меліті встановити близькість і з дочкою: маленька принцеса, зовнішністю і манерами схожа на матір, мала батьківський характер і воліла його товариство суспільству матері.
Попри те, що особисте життя подружжя не складалася, вони мали спільні інтереси. Улюбленою розвагою герцогської родини були вечірки, на які допускалися тільки люди молодше тридцяти років. На цих вечірках гості і господарі будинку називали один одного на прізвиська; також гостям дозволялося робити все, що вони побажають. Серед друзів Вікторії Меліти і Ернста Людвіга переважно були прогресивні митці та інтелектуали, а також ті, хто любив веселощі і розваги. Кузен Вікторії Меліти принц Микола Грецький описав одну з таких вечірок, як «найприємнішу і веселу домашню вечірку, на якій я коли-небудь бував».
Вікторія Меліта з радістю влаштовувала звані вечори для друзів разом з чоловіком, однак громадські обов'язки вона виконувати не любила: вона рідко відповідала на листи, часто відкладала візити до старих знайомих, яких компанія з якими не давала їй задоволення, на офіційних заходах герцогиня воліла розмовляти лише з тими людьми, хто міг її розважити, ігноруючи при цьому людей вищого статусу, яких вона вважала нудними. Неувага Вікторії Меліти до її обов'язків викликало невдоволення Ернста Людвіга; у подружжя часто траплялися скандали на підвищених тонах, не рідко доходило до рукоприкладства. Одного разу будучи в люті Вікторія Меліта навіть запустила в чоловіка піднос з китайським чайним сервізом, а потім стала кидати в нього все, що потрапляло під руку. Від сімейних проблем Вікторія Меліта часто збігала на кінні прогулянки, годинами роз'їжджаючи на своєму жеребці Богдані по сільській місцевості. У травні 1896 року Вікторія Меліта побувала на коронації імператора Миколи II і його дружини, де в ній знову прокинулися почуття до великого князя Кирила Володимировича, з яким вона фліртувала на балах та урочистостях з нагоди коронації.

### Розлучення і смерть дочки

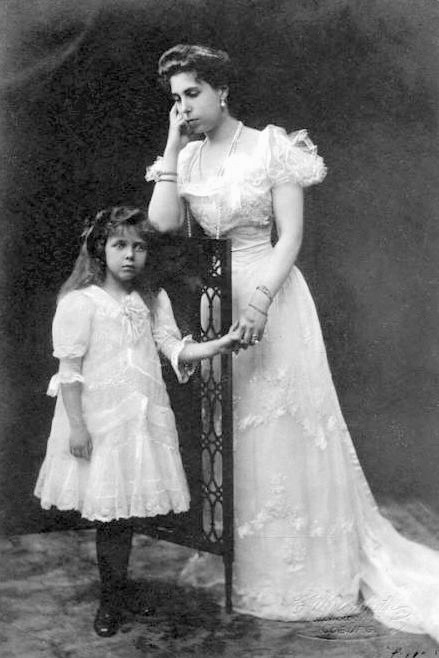
Вікторія Меліта з дочкою Єлизаветою незадовго до розлучення

Відносини між подружжям поступово гіршали. 1897 року Вікторія Меліта відвідала в Румунії улюблену сестру Марію, а після повернення додому застала чоловіка в ліжку з хлопчиком-слугою. Вона не стала публічно звинувачувати чоловіка у зраді і гомосексуальності, але якось сказала племінниці, що «жоден хлопчик не був у безпеці, будь то слуга з стайні або слуга з кухні. Він спав цілком відкрито з усіма ними». Королева Вікторія була засмучена, коли вона почула про проблеми в шлюбі в онуків від свого повіреного в справах сера Джорджа Вільяма Б'юкенена, але вона відмовилася розглянути питання про можливе розлучення Ерні і Дакі через їх доньку Єлизавету, яка була улюбленою правнучкою королеви. У 1899—1900 роках подружжя зробили спробу помиритися, і в травні 1900 року Вікторія Меліта завагітніла, проте дитина, імовірно хлопчик, народилася мертвою або померла невдовзі після народження. Після цього герцогське подружжя не докладало жодних зусиль до примирення, а їх дочка Єлизавета стала їх єдиною спільною дитиною.
Королева Вікторія померла в січні 1901 року; до цього часу Вікторія Меліта була тверда у своєму рішенні розірвати шлюб. 21 грудня 1901 року верховний суд Гессена ухвалив рішення про розлучення герцогської родини. Ернст Людвіг, спочатку чинив опір розлученню, врешті-решт зрозумів, що це єдиний вірний крок. Пізніше герцог писав своїй сестрі Вікторії: «Тепер я спокійний, я бачу абсолютну неможливість вести життя, яке вбиває її і майже зводить мене з розуму… Щоб підтримати твій дух і посмішку на обличчі, поки крах постає твоїм очам і горе розриває серце на шматки, я кажу, що ця боротьба була безрезультатною. Я намагався тільки заради неї. Якби я не кохав її, я б здався набагато раніше». Сама принцеса Вікторія говорила, що не так сильно здивована розлученням брата, як сам Ернст Людвіг; вона писала: «Хоча обидва намагалися щосили, щоб забезпечити успішний шлюб, це був провал… [За] характером і темпераментом вони абсолютно не підходили один одному, і я помітила, як вони поступово віддаляються один від одного». Розлучення правлячого великого герцога Гессенського з дружиною викликав скандал у королівських колах Європи; так імператор Микола II, чия дружина була рідною сестрою Ернста Людвіга, писав матері, що навіть смерть була б краще, ніж «привселюдна ганьба у вигляді розлучення».
Після розлучення Вікторія Меліта жила з овдовілою матір'ю в Кобурзі і у Французькій Рів'єрі. Розлучення Вікторії Меліти таЕрнста Людвіга означало, що їх доньці доведеться жити по півроку з батьком в Дармштадті і півроку з матір'ю в Кобурзі. Спочатку Єлизавета ставилася до матері холодно, будучи ображеною на розлучення, і воліла весь час залишатися з батьком, хоча Вікторія Меліта робила все можливе, щоб налагодити відносини з дочкою під час своїх нечисленних візитів. У своїх мемуарах Ернст Людвіг писав, що йому насилу вдавалося умовити Єлизавету провідати матір. Перед одним з візитів Ернст Людвіг знайшов принцесу «хникаючою під диваном, повною відчаю». Він запевнив Єлизавету, що мати любить її так само, як він сам. «Мама каже, що любить мене, але ти дійсно любиш», — відповіла принцеса; Ернст Людвіг не знайшовся з відповіддю і це справило на Єлизавету невірне враження.
У жовтні 1903 року Ернст Людвіг разом з дочкою вирушив погостювати до родини своєї молодшої сестри-імператриці в Скерневицях (царство Польське). У листопаді Єлизавета захворіла на тиф. Лікарі рекомендували імператриці Олександрі сповістити Вікторію Меліту про хворобу доньки, проте імператриця зволікала з надсиланням телеграми. Після отримання першої телеграми Вікторія Меліта стала готуватися до від'їзду до Польщі, щоб доглядати за Єлизаветою, проте ще до її від'їзду прибула ще одна телеграма, яка повідомляла про смерть дитини. Тіло маленької принцеси було повернуто у Дармштадт, де Ернст Людвіг організував похорон доньки. На похороні Вікторія Меліта поклала знак ордена Гессенів, дарований їй після вступу в шлюб, в труну Єлизавети, що ознаменувало для неї остаточний розрив з її гессенським минулим.

## Другий шлюб

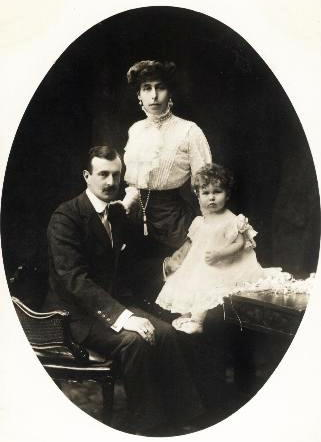
Вікторія Меліта з чоловіком великим князем Кирилом Володимировичем і їх старшою дочкою, бл. 1909 року

Після того, як Вікторія Меліта розлучилася з Ернстом Людвігом, великому князю Кирилу Володимировичу, що бачився з принцесою під час всіх її подальших візитів до Російській імперії, стали протистояти його власні батьки — великий князь Володимир Олександрович і Марія Павлівна, які намагалися не допустити зближення сина з розлученою Вікторією Мелітою. Велика княгиня Марія Павлівна, не бажаючи остаточно розриву сина з родиною, запропонувала Кирилу взяти Вікторію Меліту у коханки, а одружуватися на іншій жінці, однак той не погодився. Через кілька місяців вибухнула російсько-японська війна, і Кирило Володимирович, був офіцером військово-морського флоту, був відправлений на фронт. Корабель великого князя підірвався на японській міні при вході в Порт-Артур, а сам Кирило Володимирович став одним з небагатьох, які вижили під час вибуху. Великий князь був відправлений до Санкт-Петербурга на лікування і тут він нарешті отримав дозвіл імператора на поїздку у Кобург, щоб побачитися з Вікторією Мелітою. Близькість смерті під час війни допомогла Кирилу Володимировичу утвердитися у бажанні одружитися з коханою. Він писав у своїх мемуарах: «Для тих, на кого впала тінь смерті, життя знайшло новий сенс. Це як денне світло. І тепер я як ніколи був близький до здійснення мрії усього життя. Ніщо не змогло б змінити цього в мені. Я пройшов через багато чого. Тепер, нарешті, майбутнє ясно лежить переді мною».
Вікторія Меліта і Кирило Володимирович одружилися 25 вересня (8 жовтня) 1905 року в Tegernsee поблизу Мюнхена. Весільна церемонія була дуже проста; з числа членів обох сімей молодят були присутні тільки родичі Вікторії Меліти: її мати вдовуюча герцогиня Саксен-Кобург-Готська та Единбурзька, сестра принцеси Беатріс і друг сім'ї граф Адлербург; також на весілля був запрошений дядько обох молодят великий князь Олексій Олександрович, однак той прибув без пояснення причин вже після закінчення церемонії. Шлюб був укладений без дозволу короля Едуарда VII, який передбачався за законом про королівські шлюби від 1772 року, а також без дозволу і проти бажання імператора Миколи II; крім того, наречена не збиралася приймати при укладенні шлюбу православної віри, а сам союз між двоюрідним братом та сестрою суперечив православним канонам і не допускався цивільним правом Російської імперії. Реакція імператора була негайною: він заявив, що не визнає шлюбу, а діти, народжені в цьому союзі, отримають прізвище князів Кирилівських, з титулом Світлості; також, за наказом імператора Кирило Володимирович був знятий зі служби в імператорському флоті, позбавлений імператорських виплат і звання флігель-ад'ютанта; йому також було заборонено в'їзд і проживання до Російської імперії. Така реакція імператора на шлюб кузена багато в чому зумовлювалася тим, що його дружина Олександра Федорівна була рідною сестрою першого чоловіка Вікторії Меліти і заявляла, що ніколи не зможе пробачити ні «жінку, яка поводилась так бридко», ні самого Кирила. Молодята поїхали в Париж, де придбали будинок біля Єлисейських Полів, і жили за рахунок коштів, що виділялися ним їхніми батьками.
17 (30) січня 1907 року в Кобурзі Вікторія Меліта, якій виповнилося тридцять років, перейшла у православ'я і отримала ім'я «Вікторія Федорівна», що викликало захоплення не тільки її дружини, а й матері, яка довгі роки нарікала на те, що її діти виховувалися у англіканстві. На початку 1907 року народилася перша дитина пари — дочка Марія; дівчинку було названо на честь матері Вікторії Федорівни. Друга дочка Кирила Володимировича та Вікторії Федорівни, Кіра, народилася 1909 року в Парижі; під час другої вагітності Вікторії Федорівни подружжя сподівалося на народження хлопчика, але народилася дівчинка, і було вирішено назвати її на честь отця Кірою.

### Велика княгиня

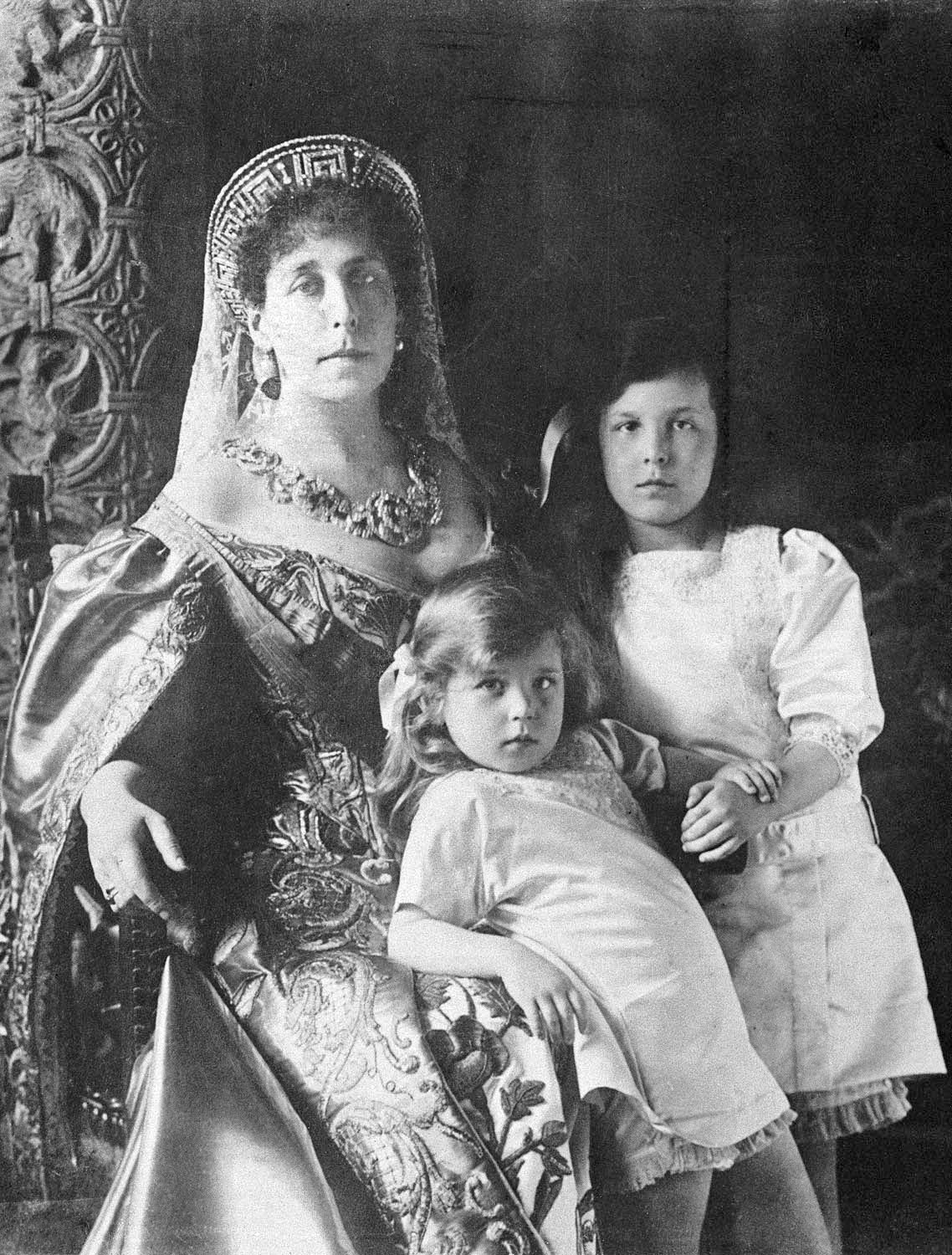
Велика княгиня Вікторія Федорівна з дочками Марією і Кірою в Кобурзі, 1913

До липня 1907 року Кирило Володимирович став четвертим в лінії успадкування імператорського трону. Через ці обставини Микола II визнав шлюб кузена з Вікторією Федорівною, відновив великого князя на службі і запросив разом з дружиною до Російської імперії, звелівши при цьому іменувати з 15 липня того ж року Вікторію Федорівну великою княгинею з титулом Імператорська високість, а їх єдину на той момент доньку — княжною імператорської крові з належним правнукам імператорів титулом Високість. У травні 1910 року Вікторія Федорівна з чоловіком і доньками прибула в Санкт-Петербург, де оселилася у палаці по вулиці Глінки, 13. Велика княгиня з великим задоволенням стала брати участь у званих вечерях і була присутня на пишних балах, де збиралися всі вершки столичного суспільства. Завдяки художньому таланту, Вікторії Федорівні вдалося зі смаком облаштувати свій новий будинок; вона насолоджувалася декоруванням, озелененням і об'їздом своїх володінь і знову захопилася малюванням аквареллю.
Вікторія Федорівна увійшла до кола російської аристократії і коло наближених її свекрухи Марії Павлівни. Оскільки вищі аристократичні кола часто спілкувалися французькою, Вікторія Федорівна так до кінця і не освоїла російську мову. Хоча вона була кузиною як імператору Миколі II, так і імператриці Олександрі Федорівні, відносини з ними не стали ні близькими, ні навіть теплими. Кирило Володимирович, повернувся на службу у флот, також захопився автомобілями і гонками: подружжя часто подорожували на машині, а їх улюбленою розвагою стали поїздки через балтійські провінції. Вікторія Федорівна, побоюючись довгої російської зими з її короткими днями, в цю пору року часто виїжджала за кордон, де відвідувала сестру Марію в Румунії і мати на півдні Франції або в Кобурзі. Подружжя також були близькі з дочками, а літо 1914 року провели у вузькому сімейному колі на яхті у Фінській затоці і Ризі.
Під час Першої світової війни Вікторія Федорівна, як і багато жінок з імператорської родини, брала участь в організації роботи Червоного Хреста: вона брала участь в організації лазаретів, санітарних поїздів, складів білизни для поранених, а також медикаментів, притулків і майстерень для інвалідів війни. Кирило Володимирович пізніше писав: «Дакі чимало зробила для того, щоб її загін санітарного транспорту став одним з кращих допоміжних служб Росії. Він діяв з великою чіткістю і абсолютною надійністю…» Вікторія Федорівна часто відвідувала фронт під Варшавою, і іноді їй доводилося виконувати свої обов'язки під вогнем супротивника. Кирило Володимирович також служив у Польщі під командуванням начальника Морського генерального штабу адмірала Русина, члена штабу головнокомандувача російської армії великого князя Миколи Миколайовича. Двічі під час війни Вікторія Федорівна виїжджала до сестри в Румунію, де також надавала допомогу жертвам війни. За свої заслуги під час війни вона була нагороджена Георгіївськими медалями всіх ступенів.
Вікторія Федорівна, як і її чоловік і багато інших членів імператорської родини, відчувала огиду до дружби імператорської родини зі старцем Григорієм Распутіним. Імператриця вважала, що Распутін здатний за допомогою молитов зцілити її сина Олексія від наслідків гемофілії. Вікторія Федорівна якось сказала своїй сестрі Марії, що двір імператора «спостерігав за тим, як хворій людині відмовляють у будь-якому лікареві і будь-якій іншій допомозі». Коли Распутін був убитий в грудні 1916 року, Вікторія Федорівна з чоловіком в числі інших родичів підписала колективний лист з проханням пом'якшити покарання великого князя Дмитра Павловича, звинуваченого в участі у вбивстві. Лист викликав протест з боку імператриці, а імператор відхилив прохання родичів.

### Революція і вигнання
Вікторія Федорівна повернулася в Петроград (Санкт-Петербург) в лютому 1917 року, Кирило Володимирович в цей же час був призначений командувачем морський гвардією, розквартированої в столиці, і міг більше часу проводити з дружиною і дітьми. В Петрограді вже було неспокійно, і великий князь і княгиня, залишаючись публічно лояльними до імператора, стали таємно обговорювати з родичами найкращий спосіб зберегти монархію без Миколи II. До кінця Лютневої революції імператор був змушений відректися від престолу, після чого відбулися нові політичні потрясіння. Вікторія Федорівна писала сестрі Марії в лютому 1917 року, що їх будинок був оточений натовпом, «але серцем і душею ми з цим рухом свободи, яке свого часу напевно підпише наш власний смертний вирок… Самі ми втратили все, наші життя змінилося в одну мить, але ми практично очолюємо це рух». До березня 1917 року вся столиця була охоплена революційним рухом. В цей же час Вікторія Федорівна, якій в цьому році повинен був виповниться 41 рік, виявила, що знову вагітна, що дещо стурбувало її.
Кирило Володимирович очолював свій військовий підрозділ аж до приходу до влади Тимчасового уряду 2 (15) березня 1917 року, яке вимушено ділило штаб-квартиру з Петроградською радою робітничих і солдатських депутатів; ще 1 (14) березня в надії на відновлення порядку в країні і збереження монархії Кирило Володимирович присягнув новій владі, що пізніше деякі члени сім'ї піддали критиці і вважали зрадою. Попри несхвалення з боку членів імператорського роду, Вікторія Федорівна підтримала чоловіка, оскільки «відчувала, що він чинить правильно». Вона також співчувала людям, які хотіли реформувати уряд. Кирило був змушений піти у відставку з військової служби, однак, його люди залишилися вірні йому і продовжували охороняти палац великого князя на вулиці Глінки. Будучи близькою до відчаю, Вікторія Федорівна писала сестрі Марії: «ні гордості, ні надії, ні грошей, ні майбутнього, і дороге минуле вибілене з пам'яті страшним сьогоденням; нічого не залишилося, нічого».
Побоюючись за власну безпеку Вікторія Федорівна і Кирило Володимирович вирішили покинути Росію. Кращим місцем для життя вони вважали Фінляндію, яка до грудня 1917 року залишалася у складі Російської імперії, при цьому мала власний уряд і свою конституцію. Крім того, великокнязівське подружжя одного разу побували в садибі Хайккі, що розташовувалася неподалік Борго — невеликого містечка на південному узбережжі Фінляндії біля Гельсінкі. Завдяки лояльності великого князя, Тимчасовий уряд дозволив дружинам з дітьми покинути країну, однак взяти з собою будь-які цінності їм заборонили. Деякі прикраси дружини все ж змогли вивезти з собою, зашивши їх в одяг членів сім'ї. На початку червня 1917 року подружжя сіли на поїзд до Гельсінкі і покинули країну.

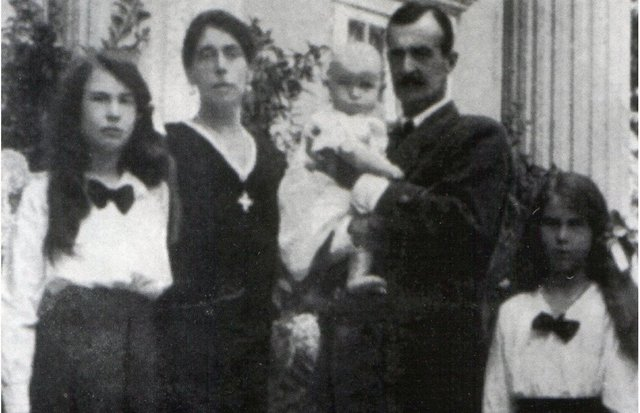
Вікторія Меліта з другим чоловіком і дітьми приблизно в 1918 році

Після двох тижнів у Хайккі сім'я переїхала в орендований будинок в Борго, де в серпні 1917 року Вікторія Федорівна народила довгоочікуваного сина, названого на честь діда по батькові Володимиром. Сім'я залишилася у Фінляндії, яка оголосила про свою незалежність у грудні 1917 року. Великокнязівське подружжя, розчароване новою владою, розраховувала, що незабаром білий рух зможе здобути перемогу у війні, що почалася наприкінці 1917 року. Між тим, запаси вичерпувалися і великий князь і княгиня змушені були просити допомоги у сім'ї; у липні 1918 року Вікторія Федорівна написала своїй кузині, шведській кронпринцесі Маргариті, листа, в якому благала її надіслати дитяче харчування, щоб княгиня могла годувати сина. У решти британської рідні вона просити допомоги не зважилася, оскільки вважала, що вони недостатньо зробили, щоб допомогти імператорській сім'ї.
У 1918 році Вікторія Федорівна написала лист кузену Георга V, у якого просила надати допомогу Білому руху в Росії. У листі королю барон Актон, британський міністр у Гельсінкі, зустрічався з великою княгинею, відзначав, як революція вплинула на неї: вона «постаріла і втратила більшу частину своєї краси, що не дивно, враховуючи все, що вона пережила». Восени 1919 року Вікторія Федорівна з сім'єю покинула Фінляндію і поїхала в Німеччину; в Мюнхені сім'я зустрілася з матір'ю княгині Марією Олександрівною і у вересні 1919 року всі разом поїхали в швейцарський Цюріх. У Цюріху Кирило Володимирович зустрівся з матір'ю Марією Павлівною та іншими членами родини, які поселилися в Швейцарії. 6 вересня 1920 року померла мати великого князя, 24 жовтня — мати Вікторії Федорівни. Велика княгиня успадкувала від матері віллу в Ніцці і сімейне резиденцію в Кобурзіе. Протягом наступних років сім'я проживала в цих будинках.
Будучи в Німеччині, Вікторія Федорівна зацікавилася Нацистською партією, яка привернула її антибільшовицькою позицією і дала надію на те, що націонал-соціалістичний рух зможе допомогти відновити російську монархію. Разом з чоловіком відвідала княгиня нацистський мітинг в Кобурзі в 1922 році і пожертвувала гроші партії. Найімовірніше, вона не знала про всі аспекти і плани партії.

### Претензії на російський престол

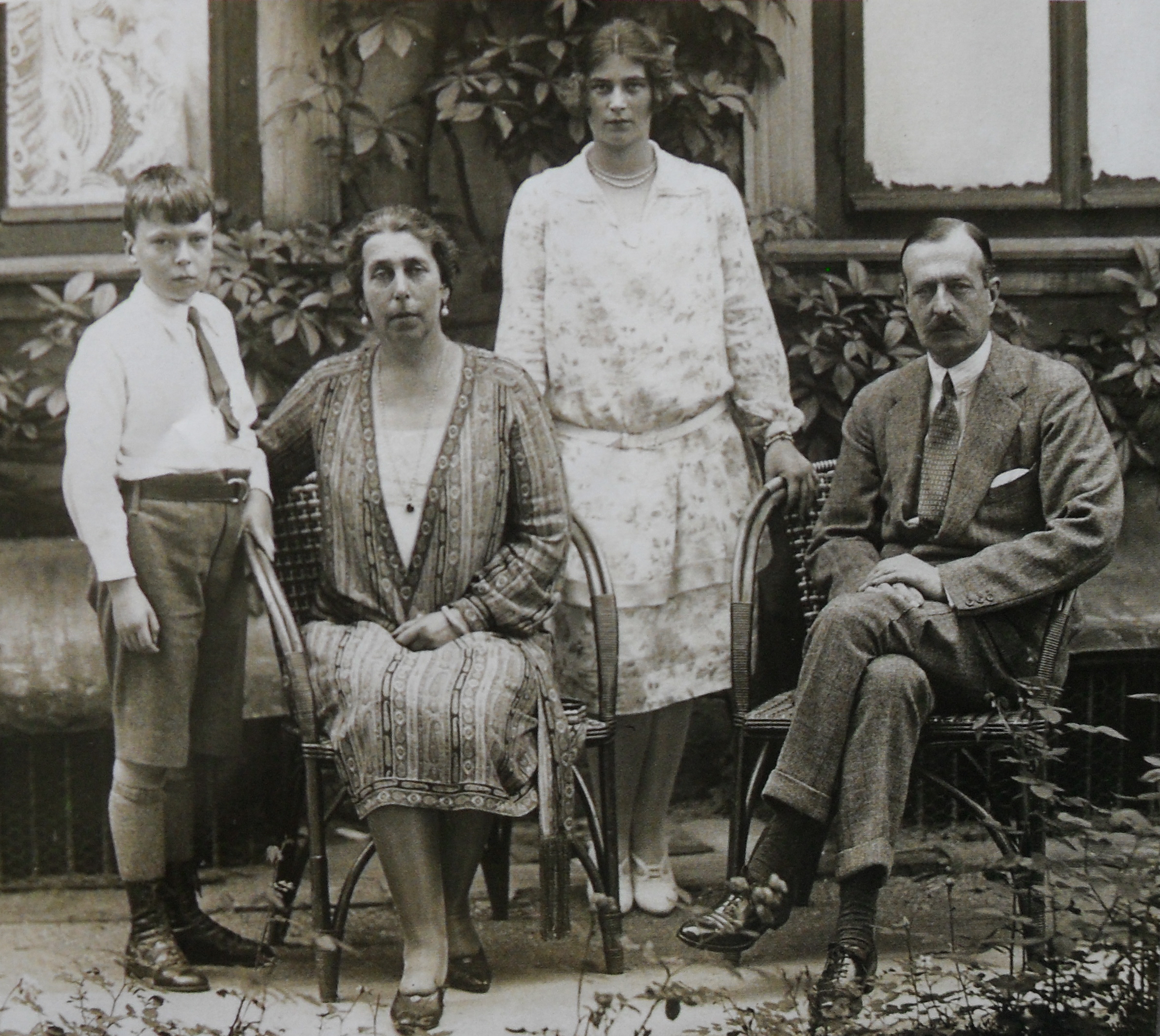
Вікторія Федорівна з чоловіком і двома молодшими дітьми, 1920-ті роки

У 1922 році Кирило Володимирович, став старшим чоловіком в імператорській родині прийняв звання охоронця Государева Престолу. Наступного року великий князь переніс нервовий зрив, і Вікторія Федорівна повертала його здоров'я мріями про відновлення монархії в Росії і становленні Кирила імператором. 1924 року в Сен-Бріаку Кирило Володимирович, який знав про розстріл царської сім'ї, оголосив себе імператором; своїй дружині він дарував титул Государині Імператриці, а дітям — титули великих княжен і великого князя і цесаревича. У тому ж році Вікторія Федорівна вирушила в подорож в Сполучені Штати, сподіваючись отримати американську допомогу для відновлення монархії, однак необхідної підтримки вона не отримала. Вона продовжувала шукати прихильників, щоб допомогти Кирилові відновити монархію, а також продавала свої картини, щоб зібрати гроші для потреб сім'ї.
До середини 1920-х років Вікторія Федорівна стала замислюватися про перспективи для своїх дітей. Старша донька подружжя, Марія, 25 листопада 1925 року, у 49 день народження матері, пошлюбила главу однієї з німецьких медіатизованих сімей — Карла III, наслідного принца Лейнінгенського. Вікторія Федорівна була поруч з дочкою, коли та в 1926 році народила свого первінця — сина Еміха Кирила.
В середині 1920-х років німецький уряд установив дипломатичні відносини з Москвою і присутність Кирила Володимировича і його дружини, які претендували на російський престол, в країні стало неприйнятним. Попри те, що уряд Баварії не збирався насильно висилати великокнязівське подружжя, Кирило і Вікторія самі вирішили виїхати на постійне місце проживання до Франції. Влітку 1926 року вони остаточно перебралися в Сен-Бріак, Бретань, де раніше проводили тільки літні канікули. Тут вони придбали великий будинок, який отримав бретонське ім'я Ker Argonid. Курортний Сен-Бріак був улюбленим місцем для життя британських громадян, які залишили батьківщину і бажали вести вільне життя на обмежений дохід. Вікторія Федорівна завела друзів серед англійців, а також французів та інших іноземних жителів міста. Хоча на перший погляд вона здавалася гордовитої, пізніше люди розуміли, що з нею навіть простіше зійтися, ніж з її чоловіком. Разом з тим, їх друзі ставилися до подружжя з великою пошаною, робили реверанси або називали їх імператорськими титулами. Подружжя провадило відокремлений спосіб життя, вважаючи його цікавішим, ніж життя в Кобурзі.
Вікторія Федорівна надзвичайно опікала свого сина Володимира, на якого покладалися найбільші надії. Вона не дозволила йому відвідувати школу, тому що турбувалася про його безпеку, і хотіла, щоб він виховувався також, як і великі князі з дому Романових до революції. Замість цього, навчанням хлопчика займався приватний вчитель. Також Вікторія Федорівна не дозволила синові продовжити освіту для майбутньої кар'єри. Володимир любив і поважав матір, яка настільки була віддана йому. Він писав після смерті батьків: «Ми обожнювали наших батьків і їх любов була безмежна. Всі тяготи і гіркота, що нам довелося пережити в ті роки, були повністю перекриті нашою взаємною любов'ю. Ми пишалися [ними]».

### Останні роки і смерть
Влітку в Сен-Бріаці Кирило Володимирович насолоджувався грою в гольф, а Вікторія Федорівна — пікніками та екскурсіями. Вони також брали участь у соціальному житті суспільства, разом грали в бридж і допомагали організовувати вистави. Взимку подружжя любили відвідувати прилеглу комуну Динар і запрошували друзів на домашні вечірки та ігри. Великокнязівська пара була цілком щаслива, хоча в Сен-Бріаці ходили чутки, що Кирило Володимирович часто їздив у Париж, де зустрічався з коханкою. Чутки виявилися правдивими: в 1933 році Вікторія Федорівна, що присвятила життя чоловікові, виявила, що чоловік був їй невірний, про що вона згадувала у листуванні з сестрою Марією. Вона зберегла видимість сімейного життя заради дітей, зокрема заради улюбленого сина-підлітка, але не змогла пробачити зраду Кирила Володимировича. У лютому 1936 року Вікторія Федорівна вирушила в Аморбах на хрестини своєї п'ятої внучки — Мехтільди Лейнінгенської, де перенесла інсульт. До ліжка хворої були викликані родичі і близькі друзі, проте нічого зробити вже не можна було; коли прибула її улюблена сестра Марія, Вікторію Федорівну запитали, рада вона її приїзду, на що та затинаючись, відповіла: «Це все змінює». Марія пізніше писала, що сестра так і не змогла пробачити чоловіка — навіть на смертному одрі, і «здригалася від дотиків Кирила».
2 березня 1936 року велика княгиня Вікторія Федорівна померла від запалення легенів. 10 березня тіло Вікторії Федорівни було поховано в родинній усипальниці герцогів Саксен-Кобург-Готських в Кобурзі; 7 березня 1995 року разом з останками великого князя Кирила Володимировича прах Вікторії Федорівни був перенесений в Великокнязівську усипальницю Петропавлівської фортеці в Санкт-Петербурзі. Сестра княгині Марія пізніше писала про неї: «це була трагедія за гранню уяви, трагічний кінець трагічної життя. Вона несла трагедію в собі — у неї були сумні очі — завжди — навіть в дитинстві — але ми її дуже любили, була в ній якась сила — вона була нашою Совістю». Чоловік Вікторії Федорівни відчував себе самотнім після смерті дружини і помер всього через два роки після її смерті. Попри те, що він зраджував дружині, великий князь, як і раніше, любив її і сумую за нею; останні роки життя він присвятив написанню спогадів про спільне життя з Вікторією Федорівною. Він писав про неї: «Рідко зустрічаються люди, наділені усіма щедротами душі, розуму і фізичної краси. Дакі володіла всім, навіть у надлишку. Рідко кому випадає щастя мати такого супутника життя — я був одним із цих щасливців».

## Нащадки
Від шлюбу з Ернстом Людвігом, великим герцогом Гессенським:
- Єлизавета Марія Аліса Вікторія (11 березня 1895 — 16 листопада 1903) — улюблена правнучка королеви Вікторії. Після розлучення батьків Єлизавета жила по півроку з батьком в Дармштадті і матір'ю в Кобурзі, проте сама дівчина воліла спілкуватися з батьком[30]. 1903 року Єлизавета з батьком вирушила на зустріч з російською імператорською сім'єю в Скерневицях[43], де дівчинка захворіла на тиф і померла[43].
- Дитина, що народилася мертвою або померла незабаром після народження в 1900 році.

Від шлюбу з великим князем Кирилом Володимировичем:
- Марія Кирилівна (2 лютого 1907 — 27 жовтня 1951) — княжна імператорської крові / велика княжна[109]; була одружена зі своїм троюрідним братом Карлом Лейнінгенським, від якого народила сімох дітей. Марія Кирилівна померла у Мадриді в результаті серцевого нападу.
- Кіра Кирилівна (9 травня 1909 — 8 вересня 1967) — княжна імператорської крові / велика княжна; була одружена з Луї Фердинандом Прусським, онуком німецького імператора Вільгельма II. В шлюбі Кіра Кирилівна народила сімох дітей. Померла в результаті серцевого нападу у французькому Сен-Бріаці.
- Володимир Кирилович (17 (30) серпня 1917 — 21 квітня 1992) — князь імператорської крові / цесаревич, великий князь; громадсько-політичний діяч російської еміграції, з 1938 року був претендентом на російський престол і главою Імператорського дому. Перебував у шлюбі з раніше розлученою Леонідою Багратіон-Мухранською, донькою князя з династії Багратіонів, з якою мав тільки одну дитину — дочку Марію, яка розглядалася батьком як спадкоємиця його домагань на російський трон.

## Нагороди, генеалогія і герб

### Нагороди
Національні

- Велика Британія
  - Дама ордену Індійської корони[110]
  - Кавалерственна дама Королівського ордена Вікторії і Альберта I класу[111]
  - Дама Великого Хреста британського ордена Святого Іоанна
  - Член Королевского Червоного Хреста

- Велике герцогство Гессен[45]:
  - Дама Великого Хреста Домашнього ордену Золотого Льва Гессен-Касселя
  - Дама ордену Філіпа Великодушного

- Російська імперія:
  - Кавалерственна дама ордену Святої Катерини[112]
  - Георгіївські медалі всіх ступенів[11]

Іноземні

- Пруссія: Дама ордена Луїзи
- Румунія: Дама Большого Креста ордена Корони Румунії
- Іспанія: Дама Большого Креста ордена Королеви Марії Луїзи

### Герб

Будучи онукою британського монарха по чоловічій лінії, Вікторія Меліта отримала право користування королівським гербом з додаванням герба Саксонії (щит, дев'ятикратно пересічений на чернь і золото, поверх щита права перев'язь у вигляді рутовой корони), який представляв діда принцеси — принца Альберта.
Щитотримачі обтяжені титлом (турнірним комірцем) як в щиті: на зеленій галявині золотий, озброєний червленью і коронований золотою короною леопард [повстає лев насторожі] і срібний, озброєний золотом єдиноріг, увінчаний зразок нашийника золотою короною, з прикріпленою до неї ланцюгом.
Дамський (ромбічний) щит, увінчаний короною, що відповідає достоїнству онуків монарха по чоловічій лінії. Щит був обтяжений срібним титлом з п'ятьма зубцями: на крайніх зубцях — червленое серце, на внутрішніх зубцях — лазуровий якір, на середньому зубці — прямий червлений хрест. Щит четверочастный: у першій і четвертій частинах — у червленому полі три золотих збройних блакиттю леопарда (що йдуть лева насторожі), один над іншим [Англія]; у другій частині — в золотому полі червлений, озброєний блакиттю лев, оточений подвійною процветшей і противопроцветшей внутрішньої облямівкою [Шотландія]; у третій частині — в лазоревом полі золота з срібними струнами арфа [Ірландія]).
В 1917 році королівським указом Вікторії Мелють було гарантовано право на герб, яким вона користувалася до першого шлюбу.